# جان گورکین
جان گورکین (انگلیسی: John Gurkin; ۹ سپتامبر ۱۸۹۵ – ۲۵ فوریهٔ ۱۹۷۶) بازیکن فوتبال اهل بریتانیا بود.
از باشگاه‌هایی که در آن بازی کرده‌است می‌توان به باشگاه فوتبال نوریچ سیتی، باشگاه فوتبال استالی‌بریج سلتیک، و باشگاه فوتبال وستهام یونایتد اشاره کرد.